# ارنست-آنتون فن کروسیک
ارنست-آنتون فن کروسیک (به آلمانی: Ernst-Anton von Krosigk) (۵ مارس ۱۸۹۸ – ۳ مارس ۱۹۴۵) یک نظامی بلندپایه آلمانی در دوره رایش سوم بود که فرماندهی یگان‌های مختلفی را در جنگ جهانی دوم بر عهده داشت.
ترفیع درجه
- ۱۵ ژوئن ۱۹۱۶: ستوان دوم
- تابستان ۱۹۲۵: ستوان یکم
- ۱ اکتبر ۱۹۳۲: سروان
- ۱ مارس ۱۹۳۶: سرگرد
- ۱ آوریل ۱۹۳۹: سرهنگ دوم
- ۱ آوریل ۱۹۴۱: سرهنگ
- ۱ سپتامبر ۱۹۴۳: سرتیپ
- ۱ مه ۱۹۴۴: سرلشکر
- ۳۰ ژانویه ۱۹۴۵: سپهبد (ژنرال پیاده‌نظام)

وی در ۱۶ ماه مارس سال ۱۹۴۵ در جریان حمله هوایی ارتش سرخ در منطقه تحت محاصره کورلند کشته شد.

## نشان‌ها و جوایز
- صلیب آهنین (۱۹۱۴) درجه دو (۲۵ سپتامبر ۱۹۱۶) و درجه یک (۱۲ سپتامبر ۱۹۱۸)
- صلیب آلمانی طلایی (۹ اوت ۱۹۴۲)
- گیره صلب آهنین درجه دو (۲۰ مه ۱۹۴۰) و یک (۱۹ ژوئن ۱۹۴۰)
- صلیب شوالیه صلیب آهنین با برگ‌های بلوط:
  - صلیب شوالیه (۱۲ فوریه ۱۹۴۴)
  - برگ‌های بلوط (۱۲ آوریل ۱۹۴۵)